# Wieża ciśnień w Ełku
Wieża ciśnień w Ełku – wieża wodna znajdująca się w Ełku (województwo warmińsko-mazurskie) przy skrzyżowaniu ulic 11 Listopada i Kajki, powstała w 1895 r., jedna z najlepiej zachowanych wież ciśnień na Mazurach. Obiekt figuruje w rejestrze zabytków.

## Historia
Wieża była eksploatowana aż do lat 70. XX wieku, gdyż dopiero wtedy w mieście powstał nowoczesny system wodociągowy. Proces ten odbywał się w następujący sposób: woda pozyskiwana z sześciu studni głębinowych (zlokalizowanych w lesie 4 km od Ełku) była gromadzona w zbiorniku retencyjnym. Stąd tłoczono ją przewodem 7 km do wieży ciśnień, gdzie wyniesiona na maksymalną wysokość nabierała odpowiednich wartości ciśnienia i poprzez 30-kilometrową sieć rozdzielczą płynęła do 80% (tj. 20 tys.) ełczan. W XXI wieku zamontowano podświetlenie wieży.

## Architektura
Jest to budowla 5-kondygnacyjna, z otynkowaną pierwszą i drugą oraz piątą kondygnacją. Kondygnację drugą, trzecią oraz czwartą i piątą rozdzielono kordonowym gzymsem arkadowym. Pierwsza i druga kondygnacja rozmieszczone zostały na planie ośmioboku, są one boniowane z drzwiami umieszczonymi w masywnym portalu uskokowym. Wieża została pokryta dachem kopulastym z lukarnami i latarnią.

## Muzeum
Od 1994 roku w budynku mieści się siedziba Stowarzyszenia Mniejszości Niemieckiej „Mazury” w Ełku, które jest właścicielem wieży oraz Muzeum Kropli Wody, przed którym zamontowano skarbonkę, uiszczając drobny datek możemy poznać dawne ubiory, narzędzia, naczynia, piecyki, sprzęt gospodarstwa domowego, maszyny pompujące, przedmioty codziennego użytku sprzed kilkudziesięciu lat oraz obejrzeć galerię historycznych fotografii Ełku z początku XX wieku. Na jednej z kondygnacji ulokowano bibliotekę z niemieckim księgozbiorem.
Ponadto jako jeden z najwyższych budynków w Ełku pełni funkcję punktu widokowego.
Muzeum Kropli Wody
- Czynne:
  - wtorek, piątek 10.00-12.00
  - w sezonie turystycznym codziennie w godz. 10.00-16.00

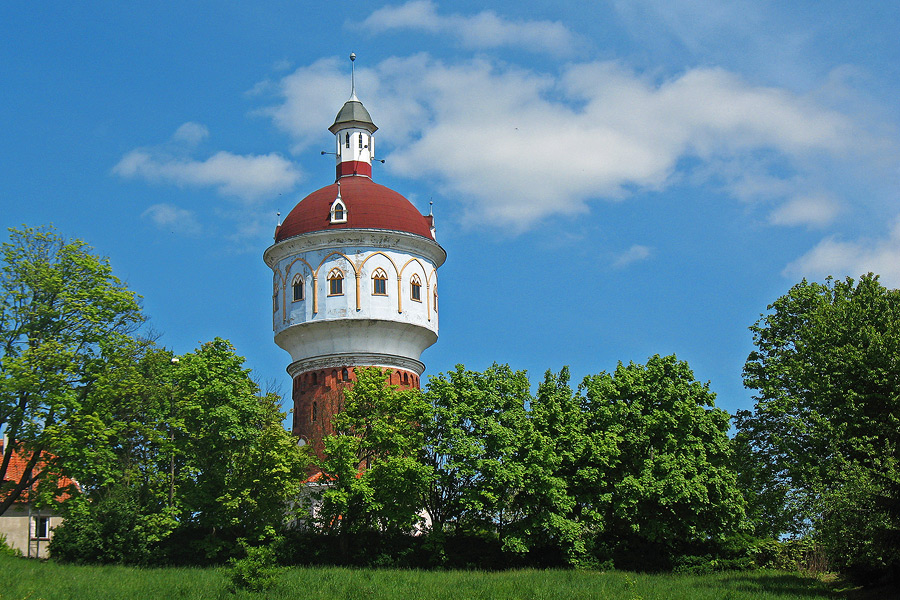
Wieża od strony jeziora